# Volly De Faut
Voltaire „Volly“ De Faut (*  14. März 1904 in Little Rock, Arkansas; † 29. Mai 1973 in Chicago) war ein US-amerikanischer Jazz-Klarinettist und Saxophonist des Chicago-Jazz.

## Leben und Wirken
De Faut zog mit sechs Jahren mit seiner Familie nach Chicago und ging auf die Englewood High School in der South Side von Chicago. Er hatte sein erstes Engagement in Chicago 1922 in der Band von Sig Meyer (in der auch Muggsy Spanier und der Bassist Arnold Loyacano waren) und spielte Saxophon mit den New Orleans Rhythm Kings, ohne mit ihnen aufzunehmen. Neben seinem Engagement beim NORK (von 1 bis 6 Uhr morgens) hatte er dabei auch noch Tagesjobs in anderen Orchestern. Danach spielte er mit dem Midway Gardens Orchestra und mit Art Kassel. Seine erste Aufnahme machte er 1924 mit Muggsy Spanier und 1925 mit Jelly Roll Morton (für Autograph). Er spielte auch mit dem Kornettisten Merritt Brunies und nahm mit ihm 1924 auf. Oktober 1924 nahm er mit der Sängerin Kitty Irvin die erste Vokalinterpretation von Copenhagen auf. 1928 nahm er mit dem Orchester von Jean Goldkette. Ab 1929 war er in Detroit im Orchester der Radiostation WKN und behielt diesen Job für neun Jahre durch die schwierigen Jahre der Großen Depression. 1942 wurde er eingezogen und spielte in einer Militärband (wobei er nebenbei Musik an der St. Louis University studierte, was ihm später ermöglichte als Lehrer zu arbeiten). 1945 spielte er wieder in der Chicagoer Jazzszene und nahm im selben Jahr mit Bud Jacobson auf. In den 1950er Jahren war er wieder in Chicago, schlug sich aber mit anderen Jobs als Musik durch, unter anderem züchtete er Hunde, leitete ein Hotel und arbeitete als Maler. Er arbeitete aber ab 1953 (Aufnahme auf Paramount) häufig mit Art Hodes zusammen, tourte mit ihm und nahm  mit ihm bei Delmark auf.